# Fundelkopf
Fundelkopf är ett berg i Österrike.   Det ligger i distriktet Bludenz och förbundslandet Vorarlberg, i den västra delen av landet, 500 km väster om huvudstaden Wien. Toppen på Fundelkopf är 2 401 meter över havet, eller 377 meter över den omgivande terrängen. Bredden vid basen är 2,8 km.
Terrängen runt Fundelkopf är huvudsakligen bergig. Närmaste större samhälle är Feldkirch, 14,8 km norr om Fundelkopf. 
Trakten runt Fundelkopf består i huvudsak av gräsmarker. Runt Fundelkopf är det ganska glesbefolkat, med 47 invånare per kvadratkilometer.